# Oligarchie
Bij een oligarchie (Oudgrieks: ὀλίγος (oligos) = 'weinig' en ἄρχειν (archein) = 'heersen') is de macht in handen van een kleine groep van mensen die behoren tot een bevoorrechte klasse of stand. In de oudheid was het de heersende kaste die over het machtsmonopolie beschikte: een erfelijke sociale groepering die door religie, verwantschap, economische status, prestige en soms zelfs taal is afgescheiden van de rest van de maatschappij. Dergelijke elites hebben de neiging om macht uit te oefenen in het belang van hun eigen kaste.
In een oligarchische regeringsvorm is de rechtsgeldigheid van de wetten gebaseerd op het goeddunken (groepswillekeur) van deze gesloten elite. Het is een van de vijf staatsvormen beschreven door Plato, die de oligarchie identificeert als de 'slechte' variant van aristocratie omdat de oligarchie uitsluitend de bevoordeling van de eigen klasse voor ogen heeft.

## Voorbeelden
De beroemdste oligarchische polis was Massalia (het latere Marseille), waarvan de staatsinrichting gedurende de oudheid de bewondering van velen genoot. Ook de poleis Sparta, Korinthe en Athene zijn ooit voorbeelden geweest van oligarchieën, evenals enkele Nederlandse steden in de 17e en 18e eeuw. Ook de Fenicische handelsstad Carthago was een oligarchie.
De term 'oligarch' werd weer veel gebruikt toen na het uiteenvallen van de Sovjet-Unie, en met name onder president Boris Jeltsin, verschillende topmensen uit de Russische zakenwereld nauwe banden bleken te onderhouden met de politiek en zo hun invloed konden aanwenden bij politieke besluitvorming. Om dezelfde reden worden de Verenigde Staten in de 21e eeuw ook vaker als oligarchie getypeerd. Oekraïne werd in het verleden ook vaak als oligarchie getypeerd, maar dat land voerde op aanwijzen van de EU wetgeving in ter bestrijding van deze praktijken.
Voorbeeld van een door een oligarchie bestuurd land in de huidige tijd is Saoedi-Arabië, waar de macht gedeeld wordt door een duizendtal prinsen die deel uitmaken van het Huis van Saoed.

## IJzeren wet van de oligarchie
Socioloog Robert Michels stelde dat alle organisatievormen, onafhankelijk van het democratische of autocratische gehalte in het begin, onvermijdelijk oligarchisch worden. Daarmee sluit deze ijzeren wet van de oligarchie aan bij de elitetheorie van Pareto en Mosca.